# Karolina Dryzner
Karolina Dryzner (ur. 24 stycznia 1976) – polska aktorka.
Absolwentka VII Liceum Ogólnokształcące im. Juliusza Słowackiego w Warszawie . W 1998 r. ukończyła studia aktorskie na Akademii Teatralnej w Warszawie, a w roku 2004 The Lee Strasberg Theatre Institute w Los Angeles. W latach 1998–2003 występowała w Teatrze Narodowym w Warszawie.
Za rolę w filmie Torowisko otrzymała Nagrodę Prezydenta Gdyni za najlepszy debiut aktorski na Festiwalu Polskich Filmów Fabularnych w Gdyni.

## Filmografia

### Filmy
- 2013: Kanadyjskie sukienki jako Laura, córka Zofii
- 2011: Sala samobójców jako Jowita
- 2009: Dzieci Ireny Sendlerowej (The Courageous Heart of Irena Sendler) jako płacząca matka
- 2006: Obcy VI jako farmaceutka
- 2005: Fotoplastikon
- 2005: RajUstopy jako Iwona
- 2001: Kameleon jako Kaśka, mieszkanka ośrodka dla narkomanów
- 1999: Torowisko jako Maria
- 2014: Fotograf jako Zosia Rybicka

### Seriale
- 2013: Prawo Agaty jako Wiktoria (odc. 36)
- 2007: Ekipa jako kobieta
- 2006-2007: Faceci do wzięcia jako Monika
- 2004-2008: Kryminalni jako Ewa Mikosz
- 2001: Kameleon jako Kaśka, mieszkanka ośrodka dla narkomanów
- 2000: Twarze i maski jako Joasia, córka Romańczuków
- 2000: Plebania jako Zuza
- 1999-2008: Na dobre i na złe jako Marysia Zarychta

### Dubbing
- 2007: Wyspa Totalnej Porażki jako Bridgette